# La Moille (Illinois)
La Moille – wieś w USA, w stanie Illinois, w hrabstwie Bureau. Według spisu z 2000 roku wioskę zamieszkuje 773 osób.

## Geografia
Wioska zajmuje powierzchnię 3,1 km², z czego całość stanowi ląd.

## Demografia
Według spisu z 2000 roku wioskę zamieszkuje 773 osób skupionych w 305 gospodarstwach domowych, tworzących 215 rodzin. Gęstość zaludnienia wynosi 246,7 osoby/km². W wiosce znajdują się 321 budynków mieszkalnych, a ich gęstość występowania wynosi 102,4 mieszkania/km². Wioskę zamieszkuje 97,67% ludności białej, 0,13% stanowią Afroamerykanie, 1,42% stanowi ludność innych ras, 0,78% stanowi ludność pochodzą z dwóch lub więcej ras. Hiszpanie lub Latynosi stanowią 4,14% populacji.
W wiosce jest 305 gospodarstw domowych, w których 36,1% stanowią dzieci poniżej 18 roku życia żyjących z rodzicami, 57,7% stanowią małżeństwa, 8,9% stanowią kobiety nie posiadające męża oraz 29,5% stanowią osoby samotne. 26,6% wszystkich gospodarstw domowych składa się z jednej osoby oraz 12,1% żyjących samotnie ma powyżej 65 roku życia. Średnia wielkość gospodarstwa domowego wynosi 2,53 osoby, natomiast rodziny 3,08 osoby. 
Przedział wiekowy kształtuje się następująco: 29% stanowią osoby poniżej 18 roku życia, 7,4% stanowią osoby pomiędzy 18 a 24 rokiem życia, 28,8% stanowią osoby pomiędzy 25 a 44 rokiem życia, 20,8% stanowią osoby pomiędzy 45 a 64 rokiem życia oraz 14% stanowią osoby powyżej 65 roku życia.   Średni wiek wynosi 35 lat. Na każde 100 kobiet przypada 97,2 mężczyzn. Na każde 100 kobiet powyżej 18 roku życia przypada 94 mężczyzn.
Średni dochód dla gospodarstwa domowego wynosi 37 212 dolarów, a dla rodziny wynosi 46 563 dolarów. Dochody mężczyzn wynoszą średnio 32 083 dolarów, a kobiet 21 944 dolarów. Średni dochód na osobę w mieście wynosi 17  008 dolarów. Około 4,4% rodzin i 6,5% populacji miasta żyje poniżej minimum socjalnego, z czego 11,7% jest poniżej 18 roku życia i 1,9% powyżej 65 roku życia.